# Haldano Pernas Brancas
Haldano Pernas Brancas (em sueco: Halvdan Kvitbein; em nórdico antigo: Hálfdan hvítbeinn; em latim: Halfdanus Hwitbein) foi régulo lendário da Noruega do século VIII. Era filho de Olavo, o Desbravador e pai de Ósteno e Gudrodo com sua esposa Asa. Foi criado na casa de seu tio materno Solvi, em Soleiar. Quando levas de suecos chegaram em Soleiar, mataram seu tio e nomearam-o seu rei. Em seu reinado, anexou Soleiar, Romerícia, Hedemarca, Toten, Hadalândia, o Folde Ocidental e a Vestmânia. Reinou até a velhice, quando adoeceu fatalmente em Toten. Foi sepultado num túmulo num lugar chamado Skæreith em Skiringssal.

## História
Haldano era membro da Casa dos Inglingos. No Livro dos Islandeses, é feito comentário sobre sua genealogia, apontando que foi filho de Olavo, o Desbravador e pai de Ósteno, o Peidorreiro. Na História da Noruega se cita o mesmo parentesco e afirma que os noruegueses nas montanhas nomearam-o como rei quando estava retornando à Suécia. Diz-se ainda que faleceu no condado de Toten em idade avançada. Segundo a Saga dos Inglingos, era filho de Olavo e Solva, filha de Olavo Dente de Ouro, e que foi criado por seu tio materno Solvi en Soleiar. Em data desconhecida, parte dos suecos que viviam em Varmlândia com Olavo após a conquista da Suécia pelo rei danês Ivar Braço Longo foram para Soleiar, onde mataram Solvi, capturaram Haldano e elegeram-o seu rei. Em seguida, Haldano tomou posse de Soleiar e então avançou para Romerícia, que também foi adicionada a seus domínios. Depois, conquistou Hedemarca, Toten, Hadalândia e o Folde Ocidental. Por fim, submeteu a Vestmânia após a morte de seu irmão Ingoldo, obtendo tributo e nomeando condes. Haldano se casou com Asa, filha de Ósteno, o Governante Duro, rei dos Planaltos, com quem teve dois filhos, Ósteno e Gudrodo. Reinou até a velhice, quando adoeceu fatalmente em Toten. Foi levado ao Folde Ocidental para ser sepultado num túmulo num lugar chamado Skæreith em Skiringssal. Segundo Tiodolfo de Hvinir:
| “ | Todos ouviram que o rei Haldano que foi lamentado por homens de paz, e que Hel, o guardião dos túmulos em Toten levou, o tano da vida. E Skæreith em Skiringssal inclina-se acima dos ossos do tano morto. | ” |